# Бешанковички рејон
Бешанковички или Бешенковички рејон (блр. Бешанковіцкі раён; рус. Бешенковичский район) административна је јединица другог нивоа у централном делу Витепске области у Републици Белорусији.
Административни центар рејона је варошица Бешанковичи.

## Географија
Бешанковички рејон обухвата територију површине 1.249,65 км² и на 20. месту је по површини међу рејонима Витепске области. Граничи се са Витепским рејоном на истоку, Шумилинским на северу, Ушачким и Лепељским рејонима на западу те са Чашничким и Сененским рејоном на југу. Рејон се налази на око 50 км западно од Витепска, односно на око 210 км северно од главног града Минска.
Рејон се налази у ниском подручју Полацке низије и његова територија испресецана је бројним водотоцима и језерима. На територији рејона постоји преко 50 мањих водених акумулација, док је најважнији водоток река Западна Двина која је уједно и северна граница рејона, са својим притокама од којих је најважнија река Ула.

## Историја
Рејон је успостављен 1924, а саставни део Витепске области је од 20. фебруара 1938. године.

## Демографија
Према резултатима пописа из 2009. на том подручју стално је било насељено 18.516 становника или у просеку 15,0 ст/км².
| 1959.  | 1970.  | 1979.  | 1989.  | 1999.  | 2009.  | 2014.   |
| ------ | ------ | ------ | ------ | ------ | ------ | ------- |
| 35.011 | 32.410 | 28.593 | 25.859 | 23.674 | 18.516 | 16.453* |

Напомена: * према процени националног завода за статистику.
Основу популације чине Белоруси са 94,18%, а следе Руси са 4,42% док остали чине 1,4% популације.
Административно, рејон је подељен на подручје варошице Бешанковичи која је уједно и административни центар, и на 7 сеоских општина. На територији рејона постоји укупно 243 насељена места.